# Nokia N75
El Nokia N75 es un teléfono de tipo teléfono inteligente del fabricante Nokia. Utiliza la interfaz de usuario Serie 60 tercera edición sobre un sistema operativo Symbian OS.
Con estilo clamshell y pantalla externa en color, es un teléfono muy versátil, así como uno de los más vendidos de la Serie N de Nokia.
La característica principal de este teléfono son sus controles externos para la reproducción de música, que también son configurables para lanzar distintas aplicaciones en modo de espera sin abrir el teléfono.
Además se puede usar la cámara con el teléfono cerrado, con ayuda de la pantalla externa.
En Estados Unidos es comercializado por Cingular Wireless. Ha sido diseñado específicamente para el mercado 3G americano, soportando las frecuencias WCDMA de 850 y 1900 MHz, aunque también está disponible en Claro/CTI Movil de Argentina, Comcel de Colombia, Claro Puerto Rico, Claro República Dominicana, Entel Chile, Movistar Venezuela y Telcel México.

## Especificaciones
| Característica         | Especificación |
| ---------------------- | --- |
| Form factor            | Clamshell |
| Sistema Operativo      | Symbian OS v9.1, S60 Tercera Edición                                                                              |
| Procesador             | TI OMAP 1710 ARM-926 220 MHz                                                                                      |
| Memoria                | 40MB interna, ampliable mediante tarjeta MicroSD                                                                  |
| Frecuencias GSM        | 850/900/1800/1900 MHz                                                                                             |
| GPRS                   | Sí |
| EDGE (EGPRS)           | Sí |
| WCDMA                  | Sí (850/1900 MHz)                                                                                                 |
| Pantalla interna       | TFT Matrix, diagonal 2,4", 16 millones de colores, 240x320 píxeles                                                |
| Pantalla externa       | TFT Matrix, diagonal 1,36", 262,144 colores, 128x160 píxeles                                                      |
| Camera                 | 2.0 mpx (Sensor: Toshiba CMOS, F/3, 5 mm), Flash: led, 20x zoom digital, EXIF                                     |
| Grabación de vídeo     | Video: MPEG-4 H.263 VBR CIF (352 x 288) @ 15 fps ; Audio: AAC Low Complexity (1 canal, 16bits, 48 kHz, 72 kbit/s) |
| MMS                    | Sí |
| Videollamadas          | No |
| PPH                    | No |
| Aplicaciones           | Java (MIDP 2.0), 3D API (JSR-184)                                                                                 |
| Ranura Memory card     | Sí, microSD, hasta 2 GB, cambio en caliente                                                                       |
| Bluetooth              | Sí , 2.0 EDR (3 Mbit/s)                                                                                           |
| Infrarrojos            | Sí |
| Cable de datos         | Sí , Pop-Port, USB 2.0 Full Speed, soporta modo USB Mass Storage                                                  |
| Navegador              | WAP 2.0/xHTML |
| Correo                 | Sí |
| Reproductor de música  | Sí |
| Radio                  | Stereo FM |
| Reproductor de vídeo   | Sí |
| Tonos polifónicos      | Sí, 64 |
| Tonos de llamada       | Sí, Mp3, NB-AMR, WB-AMR, True Tones, WAV, AAC, eAAC+, RealAudio, M4A                                              |
| Altavoz HF             | Sí |
| Modo fuera de línea    | Sí |
| Batería                | Li-Ion 800mAh (BL-5BT)                                                                                            |
| Cargador               | Conector de 2 mm                                                                                                  |
| Tiempo de conversación | 4 horas |
| Tiempo en espera       | 8.5 días (200 horas)                                                                                              |
| Peso                   | 123 g |
| Dimensiones            | 95x52x20 mm |